# Communistische Arbeiderspartij - Voor Vrede en Socialisme
De Communistische Arbeiderspartij - Voor Vrede en Socialisme (Fins: Kommunistinen Työväenpuolue - Rauhan ja Sosialismin puolesta, afgekort KTP) is een Finse marxistisch-leninistische partij in Finland. De partij heeft nooit een zetel gehaald in het Fins parlement en heeft in 2019 voor het laatst meegenomen aan parlementsverkiezingen.

## Geschiedenis
De Finse communistische beweging raakte in de jaren tachtig verdeeld na jaren van interne conflicten. Degenen die uit de Communistische Partij van Finland (SKP) waren gezet, vormden de Communistische Partij van Finland (Eenheid) (SKPy), die echter zelf al snel in verschillende facties uiteenviel. De KTP werd in 1988 opgericht door een deel van de Finse communisten die vonden dat de SKPy te ver was afgedwaald van de principes van het marxisme-leninisme. Het definitieve besluit om een nieuwe communistische partij op te richten werd genomen tijdens een seminar in de herfst van 1987 in Matinkylä. De marxisten-leninisten achter het project voelden zich genegeerd sinds het Dipoli-congres van de SKPy in 1986. Veel van de KTP-kaders kwamen uit het (uitgezette) Uusimaa-district van de SKP, dat sinds het eind van de jaren zeventig conflicten had met de oppositie van de SKP, geleid door de Tiedonantaja-vereniging.
In 2002 splitste de KTP over de vraag welke allianties mogelijk waren voor een communistische partij. Het Centraal Comité van de KTP verwierp na stemming (18-9) een voorgesteld lidmaatschap van een nieuwe (verkiezings)partij, Forces for Change in Finland (MVS), waarin ook duidelijk rechtse elementen zouden deelnemen. MVS werd vooral gesteund door de Helsinki-districtsorganisatie van de KTP, die toen besloot om zonder hun kameraden deel te nemen aan de MVS. De KTP reageerde door de genoemde organisatie en vele leidende leden van de partij uit te sluiten, waaronder Heikki Männikkö (de partijsecretaris), Reijo Katajaranta (de hoofdredacteur van het KTP-orgaan) en Pekka Tiainen (de voormalige presidentskandidaat in 1994). De communisten die werden uitgesloten, richtten toen hun eigen organisatie op, die aanvankelijk gewoon 'De Communisten' werd genoemd, maar later veranderde in Liga van Communisten. De KTP heeft vermeden contact te zoeken met hun ex-leden.
De KTP kreeg enige onverwachte landelijke publiciteit voorafgaand aan de lokale verkiezingen in 2004, toen de afdelingen Turku en Raisio van de partij een verkiezingsalliantie sloten met de anti-immigratiepartij "Finnish People's Blue-Whites". Het partijbestuur van de KTP reageerde sterk en veroordeelde deze manoeuvres. De allianties waren echter al getekend en de KTP-kandidaten stelden zich in de twee steden aan de westkust zonder succes kandidaat. De bredere KTP adverteerde niet voor hun rebelse kandidaten. De man achter de allianties, Esko Luukkonen, werd uit alle partijverantwoordelijkheden ontheven, en hij en de KTP Turku-districtsorganisatie sloten zich later aan bij de Liga van Communisten.

## Politiek
Het platform van de KTP is geworteld in de Sovjettraditie van het marxisme-leninisme. Echter is de KTP ook kritisch op het revisionisme van de voormalige Sovjet-Unie. Leidinggevende leden van de KTP citeren vaak Jozef Stalin en gebruiken traditionele leninistische retoriek. Partijleden hebben ook het idee van eurocommunisme afgewezen. De KTP heeft steun betuigd aan Noord-Korea, waarbij KTP-partijleden vaak lof uitspreken voor het leiderschap van de regering. Veel van Kim Jong-ils geschriften zijn ook gepubliceerd door de KTP, en partijleden hebben deelgenomen aan de Finse Vereniging voor de Studie van het Juche-idee.
De KTP is fel gekant tegen de deelname van Finland aan de Europese Unie en de invoering van de euro als munteenheid van Finland. Partijleden van de KTP zijn bekend om hun boycot van de verkiezingen voor het Europees Parlement.

## Internationale relaties
De KTP heeft banden met de Russische Communistische Arbeiderspartij - Revolutionaire Partij van Communisten, de Communistische Partij van Zweden (SKP), Communistische Partij in Denenmarken (KPiD) en de Communistische Partij van Noorwegen (NKP). 
De KTP is ook lid van de Europese Communistische Actie, die in 2023 werd opgericht. Voorheen was de partij lid van het INITIATIVE, dat in 2023 werd opgeheven vanwege politieke meningsverschillen over de Russische invasie van Oekraïne.